# Nick Easter
Nicholas James Easter (Epsom, 15 agosto 1978) è un ex rugbista a 15 internazionale per l'Inghilterra, in carriera attivo nel ruolo di terza linea centro. A partire dall'estate 2018 ricopre il ruolo di allenatore della difesa dei Natal Sharks in Currie Cup.

## Biografia
Proveniente da una famiglia da sempre a contatto con il rugby (suo fratello Mark ha militato nel Northampton e il bisnonno, Pieter Le Roux, fu un nazionale sudafricano), Nick Easter compì a Londra gli studi elementari e superiori, durante i quali si avvicinò alla pratica sportiva.
Ingaggiato da professionista nel 2000 da parte dell’Orrell, vi rimase quattro stagioni prima di trasferirsi a Londra negli Harlequins.
Il debutto in Nazionale avvenne nel corso del Sei Nazioni 2007, a Twickenham contro l’Italia; nell’incontro di preparazione alla Coppa del Mondo 2007 contro il Galles, si distinse per aver realizzato, nel complessivo 62-5 con cui l’Inghilterra vinse, quattro mete, record per un terza centro nella storia del rugby internazionale inglese.
Nell’estate del 2007 fu incluso nella rosa ufficiale che prese parte alla Coppa del Mondo in Francia, nella quale fu sempre presente eccetto che nella partita d’esordio.
Prese parte anche ai Sei Nazioni dal 2008 al 2010 e alla Coppa del Mondo di rugby 2011 che fu a lungo la sua ultima vetrina internazionale; a più di tre anni dalla sua ultima partita per la Nazionale inglese, fu richiamato in occasione del Sei Nazioni 2015 e nella seconda giornata, mettendo a segno una meta contro l’Italia, divenne il più anziano marcatore internazionale inglese.
Alla fine del campionato 2015-16 Easter annunciò il suo ritiro per intraprendere la carriera tecnica sempre negli Harlequins in cui, negli ultimi mesi di attività, fu giocatore-allenatore.

## Palmarès
- Premiership: 1
Harlequins: 2011-12
- Challenge Cup: 3
Harlequins: 2010-11